# Walter de Almeida Motta
Walter D'Almeida Motta  (Canguçu, 3 de setembro de 1871 - Porto Alegre, 12 de julho de 1950) foi um dos pioneiros do comércio atacadista da cidade de Pelotas, Rio Grande do Sul. Casou-se com Honorina Tholosan Motta em Pelotas em 25 de dezembro de 1897.Iniciou seus negócios fundando a empresa A Favorita, existente até os dias atuais. Após passou a integrar a Sociedade Vianna & Motta Ltda, situada na Rua Voluntários da Pátria, na cidade de Pelotas, atendendo os municípios vizinhos de Canguçu, Piratini, São Lourenço do Sul e Pinheiro Machado. Em 1940 a empresa passou a denominar-se Sociedade de Tecidos Walter Motta, utilizando como sede o mesmo local, em Pelotas.